# 霍羅迪謝 (茲維亞赫爾區)
50°37′14″N 27°29′54″E / 50.62056°N 27.49833°E
霍羅迪謝（烏克蘭語：Городище），是烏克蘭中部日托米爾州的村落，由茲維亞赫爾區的茲維亞赫爾市鎮所轄，位在茲維亞赫爾西側近郊，始建於1840年，面積0.74平方公里，海拔高度213米，2001年人口219。